# Förskeda

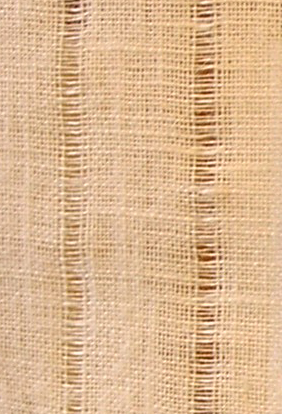
Detalj av gardin med gles varpeffekt. Varpen glider något och tyget fordrar varsam tvätt.

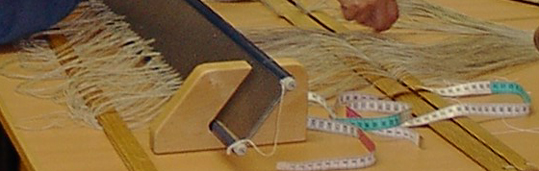
Förskedning med varpkäpp framför och skälstickor bakom skeden.

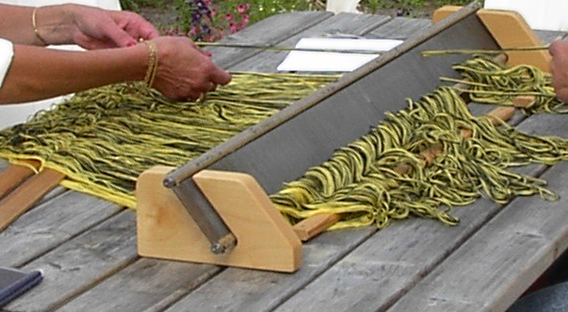
Förskedning av ripsmatta.

Förskeda som moment vid uppsättning och pådragning av en väv innebär att varpen fördelas i en vävsked så att trådarna kommer på avsedd plats i förhållande till varandra, och med den bredd som erfordras för att vävresultatet ska bli bra.
Som försked används enklast en vävsked med dubbelt så stort mellanrum mellan rören som den sked man sedan skall väva med. Det underlättar beräkningen av hur trådarna skall fördelas.
Eftersom varpning oftast sker med fler trådar åt gången och dessa vänder över skälpinnarna i varpställningen så har man vid förskedningen att trä grupper av trådar som slutar med en ögla = lang. Öglan är nödvändig för att enkelt kunna föra över varptrådarna på varpbommens käpp efter att trådarna är trädda genom förskeden.
Vid vävtekniker som innefattar glesare partier i väven skapas dessa glesa partier vid förskedningen genom att man då trär trådarna med större mellanrum.